# Procópio (usurpador)
Procópio (em latim: Procopius) foi um usurpador romano contra o imperador Valente e um membro da dinastia constantiniana.

## Família
De acordo com Amiano Marcelino, Procópio nasceu e passou a infância na Cilícia, provavelmente em Córico. Pelo lado da mãe, Procópio era primo do imperador Juliano, o Apóstata, com quem compartilhava o avô materno, Júlio Juliano. Sua primeira esposa provavelmente chamava-se Artemísia e a segunda, a imperatriz-mãe Faustina. Entre seus descendentes no século V estão o mestre dos soldados (magister militum) Procópio, filho de seu filho, também chamado Procópio, e o filho dele, o imperador Antêmio.

## General de Juliano
Em 358, durante o reinado de Constâncio II, ele foi enviado com Luciliano como emissário à corte sassânida; ele era então um tribuno e um notário.
Procópio passou então para o círculo interno de Juliano e participou da campanha do imperador contra os sassânidas em 363. Juntamente com Sebastiano, ele foi encarregado da região do alto Tigre com 30 000 e, se possível, deveria tentar se encontrar com as forças do rei Ársaces II da Armênia, depois do que deveriam os dois marcharem para o sul para encontrarem-se com o exército de Juliano que estava na Assíria. Porém, Juliano morreu e, quando Procópio alcançou a força principal romana perto de Tilsafata, entre Nísibis e Singara, encontrou o novo imperador, Joviano.
De acordo com Zósimo, Juliano havia dado a Procópio o manto imperial, explicando somente a ele o motivo. Quando Joviano foi aclamado, Procópio entregou-lhe o manto, revelou-lhe as intenções de Juliano e pediu ao novo imperador que permitisse que ele se retirasse da vida pública. Joviano aceitou e ele se retirou com a família para Cesareia Mázaca.
Amiano, que baseou-se em parte no testemunho de Estratégio, conta que um rumor infundado começou a se espalhar, segundo o qual Juliano havia ordenado que Procópio assumisse o trono caso algo acontecesse com ele. Temendo a fúria de Joviano, que que já havia matado um outro candidato militar ao trono (Jovianus), Procópio se escondeu, mas depois supervisionou a transferência do corpo de Juliano para Tarso e o seu enterro ali. Somente depois disso é que ele seguiu para Cesareia com a família.

## Golpe
Depois da morte de Joviano, os novos imperador, Valente e Valentiniano I, mandaram prender Procópio. Ele se rendeu, mas pediu para se encontrar com a família. Ele serviu comida e bebida para os soldados e aproveitou-se da oportunidade para fugir com a família, primeiro para o Mar Negro e, depois, para Quersoneso Táurica, onde eles se esconderam. Porém, Procópio temia ser delatado e decidiu ir para Constantinopla pedir ajuda para Estratégio
Procópio então decidiu que tentaria tomar o trono. Ele subornou as duas legiões que estavam acampadas na capital e tomou a cidade. Em 28 de setembro de 365, ele se declarou imperador e rapidamente conquistou a Trácia e a Bitínia.
Valente recebeu a missão de lidar com o rebelde e pelos meses seguintes teve que enfrentar a lealdade oscilante de várias cidades e unidades do exército. No final, os exércitos se encontraram na Batalha de Tiatira e Procópio foi derrotado. Ele tentou fugir, mas foi traído por dois de seus antigos aliados e entregue a Valente. O imperador executou os três em 27 de maio de 366.